# وجه (عربستان)
 وجه ، (به عربی: مدینة الوجه)، شهری است در کشور پادشاهی عربستان سعودی واقع در شبه جزیره عربستان. «شهر وجه» از شهرهای ساحلی کرانهٔ دریای سرخ است که در أقصی جنوب عربستان سعودی قرار دارد. این شهر مابین شهر ینبع از ناحیهٔ جنوب، و شهر تبوک در ناحیهٔ شمال واقع شده‌است. دارای یک باند فرودگاه است که از هواپیمهای داخلی استقبال می‌کند.

## جمعیت
جمعیت این شهر بر اساس سرشماری سال ۲۰۰۴ میلادی ۳۰ هزار نفر نشان می‌دهد که از اهل سنت و از شاخه مالکی هستند. همچنین دارای اسکلهٔ کوچک است که ماهی گیران از آن استفاده می‌کنند. تجارت تجزءه نیز از این بندرگاه به کشورهای همسایه رواج دارد.

## آثار باستانی
این شهر دارای آثار باستانی گوناگونی است که در دوران حکم عثمانی باقی‌مانده‌است. از جمله آثارهای موجود قلعهٔ بزرگی است که به قلعه زریب معروف است. قلعه در ضلع شمالیبه روی تپهٔ تپه‌ای به بس بلند واقع شده‌است.